# Landwasser
Landwasser es un barrio en el oeste de Friburgo de Brisgovia en Baden-Wurtemberg, Alemania que comenzó a ser construido en la primavera de 1965. A mediados de 1966 los primeros habitantes se trasladaron a las nuevas viviendas. El nombre de Landwasser (traducido del alemánico equivalente a Talgrund: tierra del fondo del valle) se refiere a la zona de prados húmedos y bosque pantanoso que había ahí antes de la urbanización y que se llamaba Landwassermatte (traducido: prado del fondo del valle).